# Kaj Andersson (journalist)
För andra betydelser, se Kaj Andersson.
Kaj Andersson, egentligen Karin Matilda Andersson, född 2 augusti 1897 Stockholm, död ogift 3 juli 1991 i S:t Görans församling i Stockholm, var en svensk politisk journalist.
Andersson var 1916–1929 anställd vid Social-Demokraten. Därefter kom hon att ingå vid redaktionen för den nygrundade tidskriften Fönstret. Andersson verkade för journalistisk och typografisk förnyelse, och hennes engagemang för kvinnor och sociala frågor fick henne att överta redaktörskapet för tidskriften Morgonbris 1932–1936. Under 1940-talet var Kaj Andersson medansvarig för upplysningsbyrån Aktiv hushållning och redaktör för Hertha 1947–1957. Hon hade ett mångårigt förhållande med journalisten och riksdagsledamoten Harald Åkerberg som då var gift.
Kaj Andersson var dotter till teaterarbetaren Viktor Andersson och Matilda Larsdotter (Storm). De är alla begravda på Bromma kyrkogård.